# 기타쇼촌
기타쇼촌(北荘村)은 이시카와현 하쿠이군에 설치되었던 촌이다.